# Balonismo nos Jogos Olímpicos de Verão de 1900

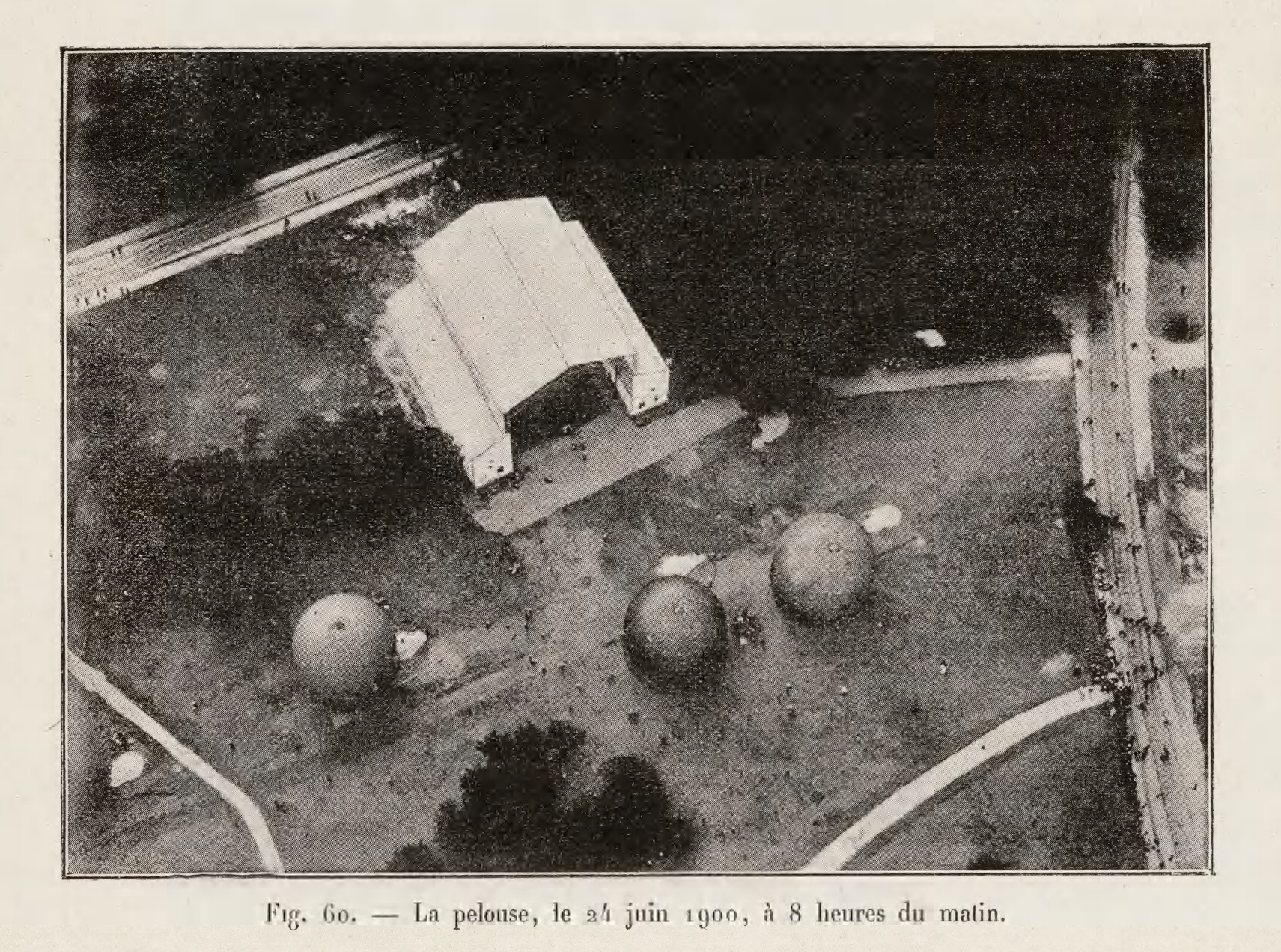
Vista aérea do local de balonismo das Olimpíadas de 1900 no Le Parc d'aerostation, Paris

O balonismo, usando balões a gás (que não requerem energia, combustível ou motores), estava no programa dos Jogos Olímpicos de Verão em 1900. O pioneiro aeronáutico Henry de La Vaulx estabeleceu dois recordes mundiais de distância e duração pilotando um voo de balão.
Quase todos os eventos nos Jogos de 1900 que satisfizeram quatro critérios de seleção retrospectivos — restritos a amadores, abertos a todas as nações, abertos a todos os competidores e sem handicaps — são agora considerados eventos olímpicos. Embora os eventos de balonismo listados abaixo atendam a esses critérios, eles geralmente não foram classificados como oficiais.

## Balonismo em 1900

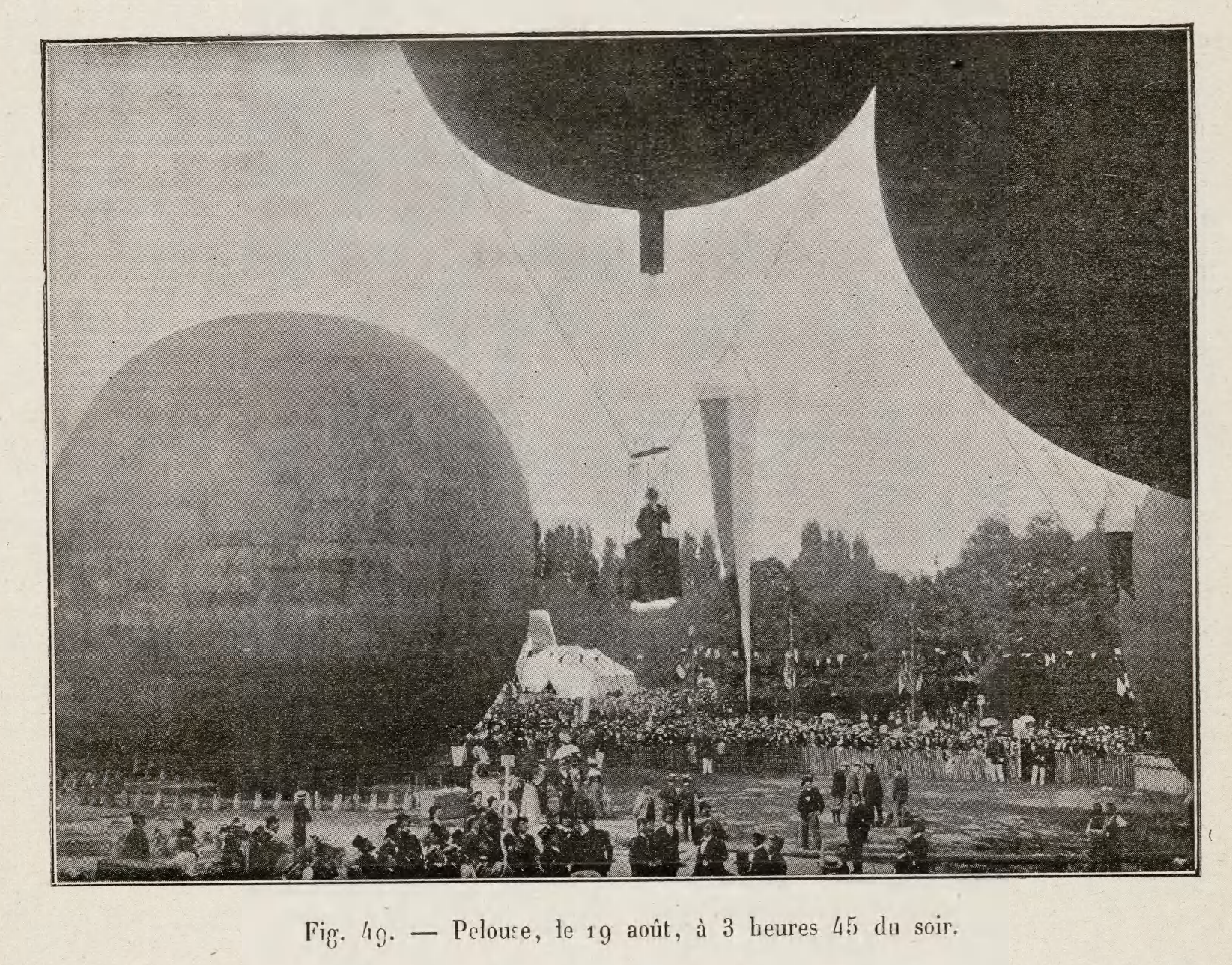
Evento de balonismo olímpico de 1900 no Le Parc d'aerostation, Paris

Balões de ar quente para voo tripulado foram inventados em 1783, mas, como exigiam combustível, eles se mostraram menos práticos do que os balões de hidrogênio que se seguiram quase imediatamente. O balonismo de ar quente logo morreu, e os balões a gás dominaram o balonismo por quase 200 anos. Os balões a gás usavam hidrogênio ou gás de carvão até mudar para hélio bem no século XX.
A altura ou altitude de um balão de gás é controlada com pesos de lastro que podem ser lançados se o balão ficar muito baixo. Para pousar, um pouco de gás de elevação deve ser ventilado por uma válvula. Balões de gás têm maior sustentação para um determinado volume, então eles não precisam ser tão grandes, e também podem ficar no ar por muito mais tempo do que balões de ar quente.

## Resultados

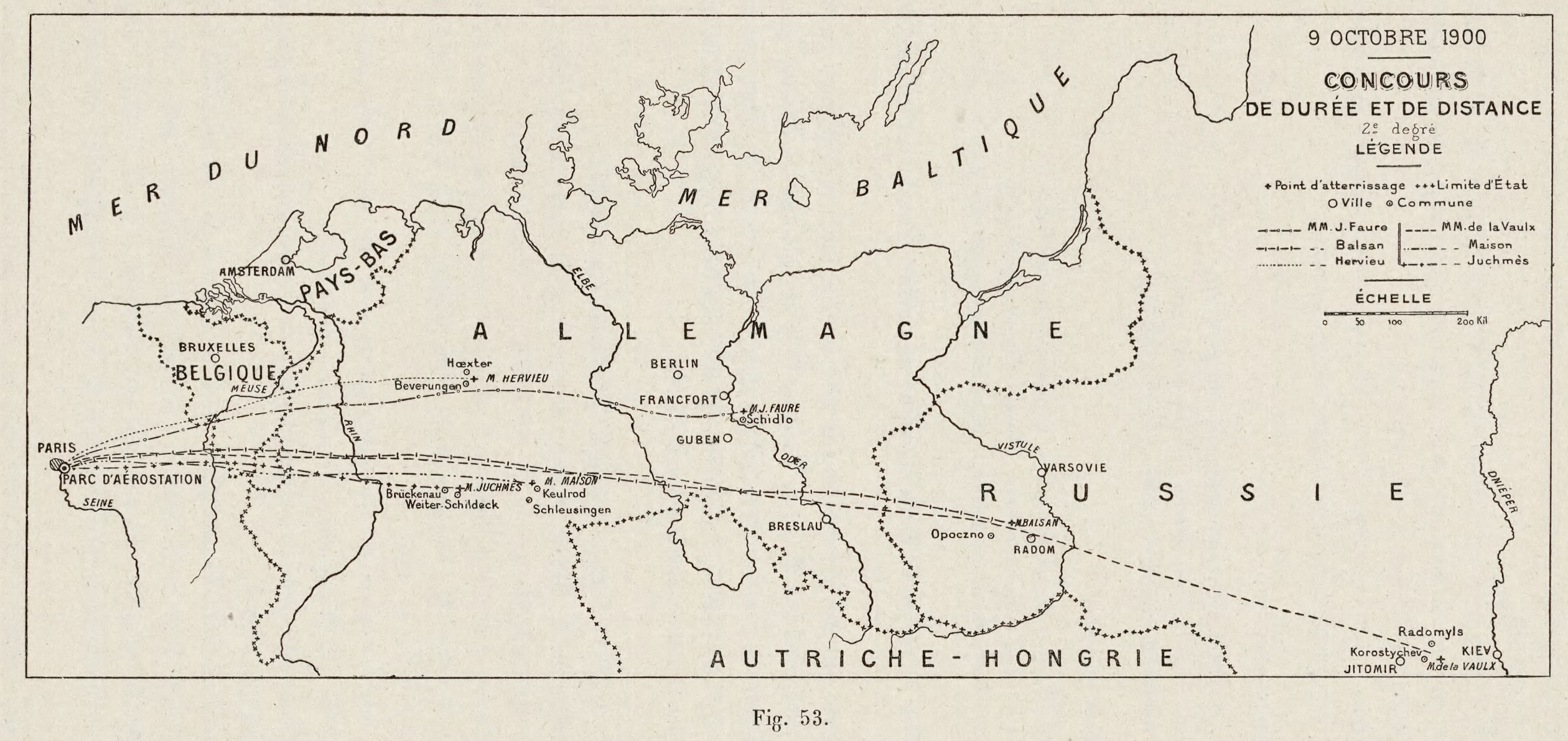
Mapa de voos na corrida para duração total e distância (9 de outubro de 1900). A equipe de Henry de la Vaulx e Georges Castillon de Saint-Victor estabeleceu recordes mundiais para distância (1925 km, Paris a Kiev) e duração (quase 36 horas).

Os três primeiros pilotos em cada evento (excluindo eventos para deficientes) foram os seguintes (companheiro de equipe entre parênteses, quando conhecido):
Distância: Comte. Henry de La Vaulx FRA 1237 km, Jacques Balsan FRA 1222 km, Jacques Faure FRA 1183 km
Duração: Jacques Balsan FRA 35:09, Comte. de Castillon de Saint-Victor FRA 18:00, G. Hervieu FRA 17:51
Elevação: Jacques Balsan FRA 8417 m, Georges Juchmès FRA 6867 m, Comte. Henry de la Vaulx FRA 6820 m
Alvo sem Parar: Comte. Henri de la Valette FRA 800 m, L. Cruciere FRA 2000 m, E. Lassagne FRA 2100 m
Alvo com Parada Total: Jacques Faure FRA 16,400 m, E. Godard FRA 21,200 m, Comte. Henry de la Vaulx FRA 24,000 m
Parte I: Jacques Faure FRA 7600 m, Comte. Henry de la Vaulx FRA 9500 m, ?. Pietri FRA 9700 m
Parte II: Jacques Faure FRA 8800 m, E. Godard FRA 11,200 m, Comte. Henri de la Valette FRA 13,600 m
Distância e duração geral: Comte. Henry de la Vaulx (e Georges Castillon de Saint-Victor), FRA 5080 pontos, Jacques Balsan FRA 4360 pontos, Jacques Faure FRA 2910 pontos
Distância: Comte. Henry de la Vaulx (e Georges Castillon de Saint-Victor), FRA 1925 km (Recorde mundial), Jacques Balsan FRA 1345 km, Jacques Faure FRA 950 km
Duração: Comte. Henry de la Vaulx (e Georges Castillon de Saint-Victor), FRA 35:45 (Recorde mundial), Jacques Balsan FRA 27:05, Jacques Faure FRA 19:24